# Япарсаз
Япарсаз (баш. Япарһаҙ) — деревня в Зилаирском районе Республики Башкортостан Российской Федерации. Входит в состав Матраевского сельсовета.

## География

### Географическое положение
Расстояние до:
- районного центра (Зилаир): 63 км,
- центра сельсовета (Матраево): 8 км,
- ближайшей железнодорожной станции (Сибай): 105 км.

## Население
| 2002 | 2009 | 2010 |
| ---- | ---- | ---- |
| 284  | ↗289 | ↘236 |

### Национальный состав
Согласно переписи 2002 года, преобладающая национальность — башкиры (95 %).